# Seznam polských železničních dopravců

Osobní doprava

Seznam polských železničních dopravců obsahuje organizace, které jsou (nebo byli) držiteli licence pro provozování drážní dopravy vydané polským drážním úřadem Urząd Transportu Kolejowego - stav ke dni 11. 3. 2010.
Seznam je rozdělen podle přidělení licence na osobní nebo nákladní dopravu.

## Rozdělení podle tržního podílu

### Nákladní doprava
Podíl jednotlivých dopravců na čistém přepravním výkonu (čtkm) - podle výsledků za 1. čtvrtletí 2009 (v závorce pro srovnání 3. čtvrtletí roku 2006)
1. PKP Cargo - 64,1 % (78,24 %)
2. CTL Logistics - 10,4 % (5,63 %)
3. PKP Linia Hutnicza Szerokotorowa - 2,9 % (5,33 %)
4. LOTOS Kolej - 5,4 % (2 %)
5. PCC Rail - 6,6 % (2,59 %)
6. PTK Holding - 3,3 % (1,7 %)
7. PTKiGK Rybnik - začleněno do PCC Rail (1,47 %)
8. PKN Orlen/Orlen KolTrans - 3,3 % (0,77 %)
9. ostatní - 4,1 %

### Osobní doprava
Podíl jednotlivých dopravců na čistém přepravním výkonu (osobokilometry) - podle výsledků za 3. čtvrtletí 2007 (v závorce podíl ve stejném období roku 2006)
1. PKP Przewozy Regionalne - 68,8 % (69,5 %)
2. PKP Intercity - 20 % (19,5 %)
3. Koleje Mazowieckie - 7,3 % (6,7 %)
4. PKP Szybka Kolej Miejska w Trójmieście - 3,2 % (3,4 %)
5. PKP Warszawska Kolej Dojazdowa - 0,4 % (0,6 %)
6. Szybka Kolej Miejska - 0,3 % (0,3 %)

## Dopravci s licencí na provozování nákladní drážní dopravy
1. CTL Logistics Sp. z o.o., Warszawa (dříve CTL Logistics S.A., Chem Trans Logistic HP S.A.)
2. Nadwiślański Zakład Transportu Kolejowego Sp. z o.o., Wola (dříve Nadwiślański Zakład Górniczego Transportu Kolejowego Sp. z o.o.)
3. Pol-Miedź Trans Sp. z o.o., Lubin
4. LOTOS Kolej Sp. z o.o., Gdańsk
5. Lubelski Węgiel Bogdanka S.A., Puchaczów
6. Przedsiębiorstwo Robót Kolejowych i Inżynieryjnych S.A., Wrocław
7. Transoda Sp. z o.o., Inowrocław
8. DB Schenker Rail Rybnik S.A., Rybnik (dříve PCC Rail Rybnik S.A., Przedsiębiorstwo Transportu Kolejowego i Gospodarki Kamieniem S.A.)
9. DB Schenker Rail Spedkol Sp. z o.o., Kandřín-Kozlí (dříve PCC SPEDKOL Sp. z o.o., SPED-KOL BLACHOWNIA Sp. z o.o.)
10. DB Schenker Coaltran Sp. z o.o., Warszawa (dříve PCC Rail COALTRAN Sp. z o.o., COALTRAN Sp. z o.o.)
11. Stowarzyszenie Kolejowych Przewozów Lokalnych, Kališ
12. Kolej Bałtycka S.A., Szczecin
13. Kopalnia Piasku Kotlarnia S.A., Kotlarnia
14. Zakłady Inżynierii Kolejowej S.J., Sandomierz
15. DB Schenker Rail Zabrze S.A., Zabrze (dříve Przedsiębiorstwo TransportuKolejowego Holding S.A.)
16. DB Schenker Rail Polska S.A., Jaworzno (dříve PCC RAIL S.A., PCC RAIL SZCZAKOWA S.A., Kopalnia Piasku Szczakowa S.A.)
17. Południowy Koncern Węglowy, Jaworzno (dříve Zakład Górniczo – Energetyczny Sobieski Jaworzno III Sp. z o.o.)
18. PKP Cargo S.A., Warszawa
19. Przedsiębiorstwo Usług Kolejowych KOLPREM Sp. z o.o., Dąbrowa Górnicza
20. Euronaft Trzebinia Sp. z o.o., Trzebinia
21. PKP Linia Hutnicza Szerokotorowa Sp. z o.o., Zamość
22. Przewozy Regionalne Sp. z o.o., Warszawa (dříve PKP Przewozy Regionalne Sp. z o.o.)
23. Biuro Utrzymania i Eksploatacji Gnieźnieńskiej Kolei Wąskotorowej, Gniezno
24. ORLEN KolTrans Sp. z o.o., Płock
25. Warszawska Kolej Dojazdowa Sp. z o.o., Grodzisk Mazowiecki (dříve PKP Warszawska Kolej Dojazdowa Sp. z o.o.)
26. GATX Rail Poland Sp. z o.o., Warszawa (dříve DEC Sp. z o.o.)
27. Pomorskie Towarzystwo Miłośników Kolei Źelaznych, Gdynia
28. PKP Intercity S.A., Warszawa (dříve PKP INTERCITY Sp. z o.o.)
29. CTL Rail Sp. z o.o., Katowice (dříve KOLEJE ŚLĄSKIE Sp. z o.o.)
30. Przedsiębiorstwo Robót Komunikacyjnych S.A., Kraków
31. Piaseczyńskie Towarzystwo Kolei Wąskotorowej, Piaseczno
32. Rail Polska Sp. z o.o., Warszawa
33. PCC Kolchem Sp. z o.o., Brzeg Dolny (dříve Przedsiębiorstwo Transportowo - Spedycyjne „KOLCHEM–ROKITA” Sp. z o.o.)
34. Ełcka Kolej Wąskotorowa, Ełk
35. „Koleje Mazowieckie – KM” Sp. z o.o., Warszawa
36. CTL Train sp. z o.o., Warszawa
37. GreenChip Cargo Sp. z o.o., Warszawa (dříve CTL Train International Sp. z o.o.)
38. Torpol Sp. z o.o., Poznań
39. Przedsiębiorstwo Transportu Kolejowego „KOLTAR” Sp. z o.o., Tarnów
40. X Train sp. z o.o., Warszawa
41. Pomorskie Przedsiębiorstwo Mechaniczno – Torowe Sp. z o.o., Gdańsk
42. STK Sp. z o.o., Wrocław
43. Dolnośląskie Przedsiębiorstwo Napraw Infrastruktury Komunikacyjnej DOLKOM Sp. z o.o., Wrocław
44. Zakłady Produkcyjno-Naprawcze Taboru Maszyn i Urządzeń „TABOR” M. Dybowski Sp. Jawna, Dębica
45. Przedsiębiorstwo Napraw Infrastruktury Sp. z o.o., Stargard (dříve Zakład Napraw Infrastruktury w Stargardzie Szczecińskim Sp. z o.o.)
46. Dolnośląski Linie Autobusowe Sp. z o.o., Wrocław
47. CTL Express Sp. z o.o., Warszawa
48. CTL Reggio Sp. z o.o., Warszawa
49. Freightliner PL Sp. z o.o., Warszawa
50. „MAJKOLTRANS” Sp. z o.o., Wrocław
51. Cemet S.A., Warszawa
52. CTL Kolzap Sp. z o.o., Puławy
53. CTL Tankpol Sp. z o.o., Bydgoszcz
54. Hagans Logistic Sp. z o.o., Toruń
55. Loreco Sp. z o.o., Dąbrowa Górnicza
56. NEWAG S.A., Nowy Sącz
57. Transchem Sp. z o.o., Włocławek
58. PKP ENERGETYKA Sp. z o.o., Warszawa
59. CTL Kargo Sp. z o.o., Police
60. ITL Polska Sp. z o.o., Wrocław
61. Zakład Robót Komunikacyjnych – DOM w Poznaniu Sp. z o.o., Poznań
62. Zakłady Naprawcze Lokomotyw Elektrycznych S.A., Gliwice
63. East West Railways Sp. z o.o., Wrocław
64. Przedsiębiorstwo Napraw i Utrzymania Infrastruktury Kolejowej w Krakowie Sp. z o.o., Kraków
65. Wiskol Sołtys Waldemar, Sołtys Jarosław Spółka Jawna, Sitkówka
66. Philip Sp. z o.o., Opole
67. Tabor Szynowy Opole S.A., Opole
68. Koleje Czeskie Sp. z o.o., Warszawa
69. Zakład Przewozów i Spedycji „SPEDKOKS” Sp. z o.o., Dąbrowa Górnicza
70. S&K TRAIN TRANSPORT Sp. z o.o., Zielona Góra

### Zaniklé licence
1. PPUH Kolex Sp. z o.o, Włosienica (vyhasnutí licence v r. 2009, převzetí dopravcem Rail Polska)
2. Kolhut Sp. z o.o., Kraków (vyhasnutí licence v r. 2008)
3. Zec Trans Sp. z o.o., Wrocław (vyhasnutí licence v r. 2009, převzetí dopravcem Rail Polska)
4. Zakład Napraw Infrastruktury Radom Sp. z o.o., Radom (spojení s jiným dopravcem)
5. Przedsiębiorstwo Komunikacji Samochodowej Zielona Góra Sp. z o.o., Zielona Góra (odvolání licence v r. 2007)
6. Przedsiębiorstwo Kompleksowej Obsługi Bocznic Kolejowych „PETKOL” S.A., Zabrze (vyhasnutí licence po spojení s jiným dopravcem v r. 2006)
7. Kopalnia Piasku "Kuźnica Warężyńska" S.A., Dąbrowa Górnicza (vyhasnutí licence po spojení s jiným dopravcem v r. 2007)
8. TANKPOL R. Mosio i Wspólnicy S.J., Szczucin (odvolání licence v r. 2007)
9. PKN ORLEN S.A., Płock (vyhasnutí licence v r. 2009)
10. Maczki Bór S.A., Sosnowiec (ukončení licence v r. 2009)
11. RCO S.A., Szczecin (odvolání licence v r. 2009, společnost v úpadku)
12. „ANTRA” Sp. z o.o., Ruda Śląska (odvolání licence v r. 2006)
13. Przedsiębiorstwo Utrzymania Infrastruktury Kolejowej w Katowicach Sp. z o.o., Katowice (odvolání licence v r. 2006)
14. F.H.U. „ORION Kolej” Krzysztof Warchoł, Nowy Sącz (ukončení licence v r. 2009)
15. Polzug Intermodal Polska Sp. z o.o., Warszawa (ukončení licence v r. 2009)

## Dopravci s licencí na provozování osobní drážní dopravy
1. Pol-Miedź Trans Sp. z o.o., Lubin
2. DB Schenker Rail Rybnik S.A., Rybnik (dříve PCC Rail Rybnik S.A., Przedsiębiorstwo Transportu Kolejowego i Gospodarki Kamieniem S.A.)
3. Stowarzyszenie Kolejowych Przewozów Lokalnych, Kališ
4. DB Schenker Rail Polska S.A., Jaworzno (dříve PCC RAIL S.A., PCC RAIL SZCZAKOWA S.A., Kopalnia Piasku Szczakowa S.A.)
5. PKP Cargo S.A., Warszawa
6. PKP Szybka Kolej Miejska w Trójmieście Sp. z o.o., Gdynia
7. Przewozy Regionalne Sp. z o.o., Warszawa (dříve PKP Przewozy Regionalne Sp. z o.o.)
8. Biuro Utrzymania i Eksploatacji Gnieźnieńskiej Kolei Wąskotorowej, Gniezno
9. Warszawska Kolej Dojazdowa Sp. z o.o., Grodzisk Mazowiecki (dříve PKP Warszawska Kolej Dojazdowa Sp. z o.o.)
10. Źnińska Kolej Powiatowa Sp. z o.o., Źnin
11. Pomorskie Towarzystwo Miłośników Kolei Źelaznych, Gdynia
12. Przedsiębiorstwo Usługowo-Handlowe Myślęcińska Kolej Parkowa Sp. z o.o., Bydgoszcz
13. Urząd Gminy Rewal, Rewal
14. PKP Intercity S.A., Warszawa (dříve PKP INTERCITY Sp. z o.o.)
15. Piaseczyńskie Towarzystwo Kolei Wąskotorowej, Piaseczno
16. MPK w Poznaniu Sp. z o.o, Poznań
17. Fundacja Bieszczadzkiej Kolejki Leśnej, Cisna
18. Ełcka Kolej Wąskotorowa, Ełk
19. „Koleje Mazowieckie – KM” Sp. z o.o., Warszawa
20. Muzeum Kolejnictwa, Warszawa
21. Stowarzyszenie Górnośląskich Kolei Wąskotorowych, Bytom
22. Szybka Kolej Miejska Sp. z o.o., Warszawa
23. FUNDACJA POLSKICH KOLEI WĄSKOTOROWYCH, Pionki
24. Dolnośląski Linie Autobusowe Sp. z o.o., Wrocław
25. CTL Express Sp. z o.o., Warszawa
26. Freightliner PL Sp. z o.o., Warszawa
27. NEWAG S.A., Nowy Sącz
28. Koleje Dolnośląskie S.A., Legnica
29. Arriva PCC Sp. z o.o., Warszawa
30. Arriva Polska Sp. z o.o., Warszawa
31. S&K TRAIN TRANSPORT Sp. z o.o., Zielona Góra

### Zaniklé licence
1. Przedsiębiorstwo Komunikacji Samochodowej Zielona Góra Sp. z o.o., Zielona Góra (odvolání licence v r. 2007)
2. CTL Reggio Sp. z o.o., Warszawa (odvolání licence v r. 2007)